# QuteCom

QuteCom (înainte numit WengoPhone) este un client VoIP ce respectă standardul SIP dezvoltat de comunitatea QuteCom (anterior OpenWengo) sub licență GNU GPL. QuteCom permite utilizatorilor să vobească gratis cu alți utilizator ce folosesc telefoane compatibile cu standardul SIP. De asemenea poate fi folosit pentru a apela telefoane fixe, mobile, a trimite SMS-uri și a efectua apeluri video. Funcționalitatea sa nu este limitată la un anume furnizor de servicii SIP, ci poate fi folosit cu orice furnizor de pe piață.

## Capabilități

### Semnalizare
Protocolul de semnalizare folosit este SIP, standar IETF.

### Media
Apelurile PC-PC sunt de înaltă fidelitate și folosesc codecuri precum Speex, ILBC, PCMA, PCMU, AMR, AMR-WB, G722 sau G729 pentru audio și H263 pentru video. Se pot iniția apeluri și spre utilizatori ai altor programe compatibile SIP. Apelurile către liniile fixe sau mobile se pot face prin intermediul oricărui furnizor SIP, dar implicit este ales Wengo.

### Alte caracteristici
- Poate trimite SMSuri în Franța[necesită citare]
- NAT traversal
- Multiplatformă
- poate comunica cu utilizatorii MSN, AIM, ICQ, Yahoo IM și Jabber

## Interfață grafică
Interfața grafică este asemănătoare cu cea a altor softphoneuri VoIP precum Gizmo5 sau Skype. Ea a fost creată folosind toolkit-ul Qt și limbajul de programare C++.

## Limitări
- Lipsa funcționalităților de criptare. Ultimele versiuni beta oferă criptare.
- Nu suportă H.261 și implementează greșit H.263[necesită citare].